# Луїза Янсен
Ловіке Янсен (Венло, 20 лютого 1985 року), пізніше Луїза Янсен — нідерландська трансгендерна співачка, відома в основному за серіалами.

## Біографія
Ловіке Янсен народився в 1985 році. Вперше з'явився на телебаченні в 2003 році на прослуховуванні для «Кумирів», але вибув у раундах прослуховування. У 2006 році у фільмі «Людина кусає собаку» Янсен розповідає про те, що не почувається хлопчиком. У 2011 році переносить трансгендерну операцію. У 2015 році Янсен випустила власний сингл, у якому вона співає про те, що сталося як до, так і після її зміни. 
Янсен перебуває у стосунках з Роуен ван де Бовенкамп з 2000 року під іменем Розанна.  Пара одружилася в 2015 році, а в 2017 році у них народився син Мікаї за допомогою ЕКЗ і донора сперми. 
У січні 2023 року Янсен була показана в програмі Videoland Real girls in the jungle. Під час запису відбулась бурхлива дискусія з однією учасницею Есмі Іпемою, яка в кінцевому підсумку закінчилася бійкою. Луїза була змушена залишити програму.

## Телебачення
- Кумири (2003 р.), учасн
- Людина кусає собаку (2006 і 2010рр. )
- Мене звати (2010 р.), учасн
- Lust, love or let it run (2013 р. ), учасник
- Наша трансгендерна любов (2014-2020 р), реаліті-серіал
- Найгірший водій Нідерландів (2019 р, учасник
- Універсал   (2022, SBS6), учасник
- Реальні дівчата в джунглях (2023, Відеоленд ), учасниця [4]
- Шановні глядачі (2023, RTL 4), разом з Мішеллою Кокс у рубриці На що вони дивляться?
- Таємні дуети (2023, RTL 4), секретний співак
- Louisa & Rowan: At the Campsite (2023, TLC), реаліті-серіал

## Дискографія
- 2015: Живи власним життям
- 2016: Жарко
- 2016: Я роблю те, що роблю
- 2016: Фієста
- 2017: Право на щастя
- 2018: Найбільший плетений дзвін
- 2019: Народжений бути собою
- 2020: Мокрий
- 2020: Soppen de Remix ft. Двейнстер [5]
- 2021: Нехай говорять
- 2021: Карма
- 2023: Borrow ft.